# Шеврон старого бойца

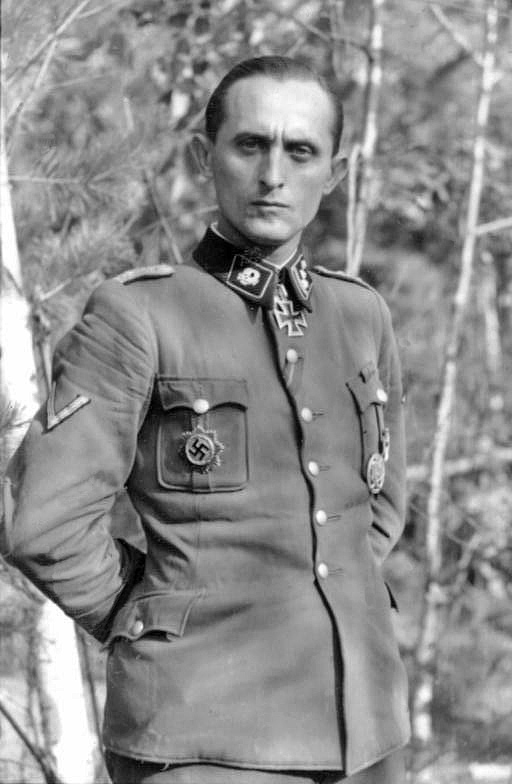
Макс Зеела с «шевроном старого бойца» на правом рукаве.

Шеврон старого бойца, Почётный шеврон старого бойца (нем. Ehrenwinkel der Alten Kämpfer) — особый знак отличия в виде шеврона, выделявший старейших членов СС.

## История создания
В феврале 1934 для «старых бойцов» СС (нем. Alte Kämpfer) ввели ношение почетного серебряного шеврона на правом рукаве.

## Дизайн
«Шеврон (угол) старого бойца», или «Шеврон старого борца» весьма напоминал «ударный» шеврон русских белых «частей смерти» времён Гражданской войны 1917—1922 годов. Для ношения на правом рукаве партийной рубашки использовался черный шеврон в форме буквы «V», прошитый двумя серебряными (алюминиевыми) нитями. Версия шеврона «старого бойца», использовавшаяся в частях СС для ношения на черном (позднее — на землисто-сером, а впоследствии — на серо-зеленом, цвета «фельдграу», мундире «зеленых СС»), представляла собой «угол» из двух серебряных галунных полосок в форме буквы «V». Существовали также варианты, представлявшие собой описанный выше угол, нашитый на чёрный, землисто-серый или серо-зеленый (в зависимости от цвета эсэсовской униформы) суконный треугольник углом вниз. Другая версия, с изображением серебряной звезды о восьми лучах, размещенным на чёрном (а впоследствии — землисто-сером или серо-зеленом, в зависимости от цвета униформы) поле внутри шеврона, введенная в 1935 году, была предназначена для ношения на рукаве ветеранами германской полиции и германских вооруженных сил.

## Право на ношение
Шеврон имели право носить на правом рукаве кителя или шинели выше локтевого сгиба только те члены СС, которые вступили в ряды НСДАП в «период борьбы», то есть еще до того, как рейхспрезидент и генерал-фельдмаршал Пауль фон Гинденбург назначил Адольфа Гитлера германским рейхсканцлером 30 января 1933 года. Право на ношение шеврона «старого бойца» считалось высокой честью, поскольку являлось зримым свидетельством верности идеям национал-социализма еще во времена борьбы и до прихода к власти, когда членство в НСДАП не приносило никаких выгод, а, напротив, было сопряжено с немалым риском. Позднее право на ношение шеврона получили также австрийские эсэсовцы, вступившие в СС до аншлюса 1938 года, в период, когда они подвергались притеснениям, преследованиям и даже заключению в лагеря для интернированных со стороны властей.